# (72633) Randygroth
(72633) Randygroth – planetoida z pasa głównego asteroid okrążająca Słońce w ciągu 4,46 lat w średniej odległości 2,71 au. Odkryta 22 marca 2001 roku. Przed nadaniem nazwy planetoida nosiła oznaczenie tymczasowe (72633) 2001 FJ31.